# Król umiera, czyli ceremonie
Król umiera, czyli ceremonie (oryg. Le Roi se meurt) – dramat autorstwa Eugène’a Ionesco napisany w 1962. Premiera spektaklu miała miejsce 15 grudnia tego samego roku. "Król umiera" jest trzecim z czterech sztuk tak zwanego "Cyklu Berengera", w skład którego wchodzą także "Nosorożec", "Morderca nie do wynajęcia" oraz "Pieszo w powietrzu".

## Fabuła
Główną postacią dramatu jest król Berenger I, który w latach swojej świetności potrafił zmuszać siły natury oraz swoich poddanych do bezwzględnego posłuszeństwa. Na początku zostaje poinformowany, że umrze, jednak nie chce się z tym pogodzić. Jego królestwo rozpada się wraz z nim. Berenger I utracił moc kontrolowania swojego najbliższego otoczenia i powoli zaczyna tracić sprawność fizyczną. Jego pierwsza żona, Małgorzata, oraz nadworny Lekarz usiłują sprawić, aby król pogodził się ze swoją śmiercią. Z kolei druga i aktualna żona, Maria, stara się podtrzymać męża na duchu. Całość dramatu utrzymana jest w groteskowym klimacie teatru absurdu.

## Inscenizacje
We Francji "Król umiera" został nakręcony dla telewizji przez Yves-André Hubert'a w 1978 i drugi raz w 2006 roku. W 2007 w Malthouse Theatre w Sydney w Australii spektakl wyreżyserował Neil Armfield. W rolę Berengera I wcielił się Geoffrey Rush. Na Broadwayu spektakl zaprezentowano w 2009 w Ethel Barrymore Theatre. Reżyserowany był również przez Armfielda. Za swoje wykonanie Geoffrey Rush otrzymał wówczas Nagrodę Tony. W pozostałych rolach wystąpili Susan Sarandon, William Sadler, Andrea Martin, Lauren Ambrose, oraz Brian Hutchison. W Polsce sztuka była wielokrotnie realizowana. Między innymi w 1991 w Teatrze Telewizji w reżyserii Józefa Czarneckiego. Króla Berengera sportretował w swojej ostatniej roli Roman Wilhelmi. Królową Małgorzatę zagrała Barbara Brylska, królową Marię Magdalena Zawadzka, a Lekarza Henryk Machalica. W 2008 Narodowym Starym Teatrze w Krakowie Berengera zagrał Jerzy Trela.